# Hrabstwo Houston (Georgia)
Hrabstwo Houston (ang. Houston County) – hrabstwo w środkowej części stanu Georgia w Stanach Zjednoczonych. Jego siedzibą administracyjną jest Perry, a największym miastem Warner Robins.

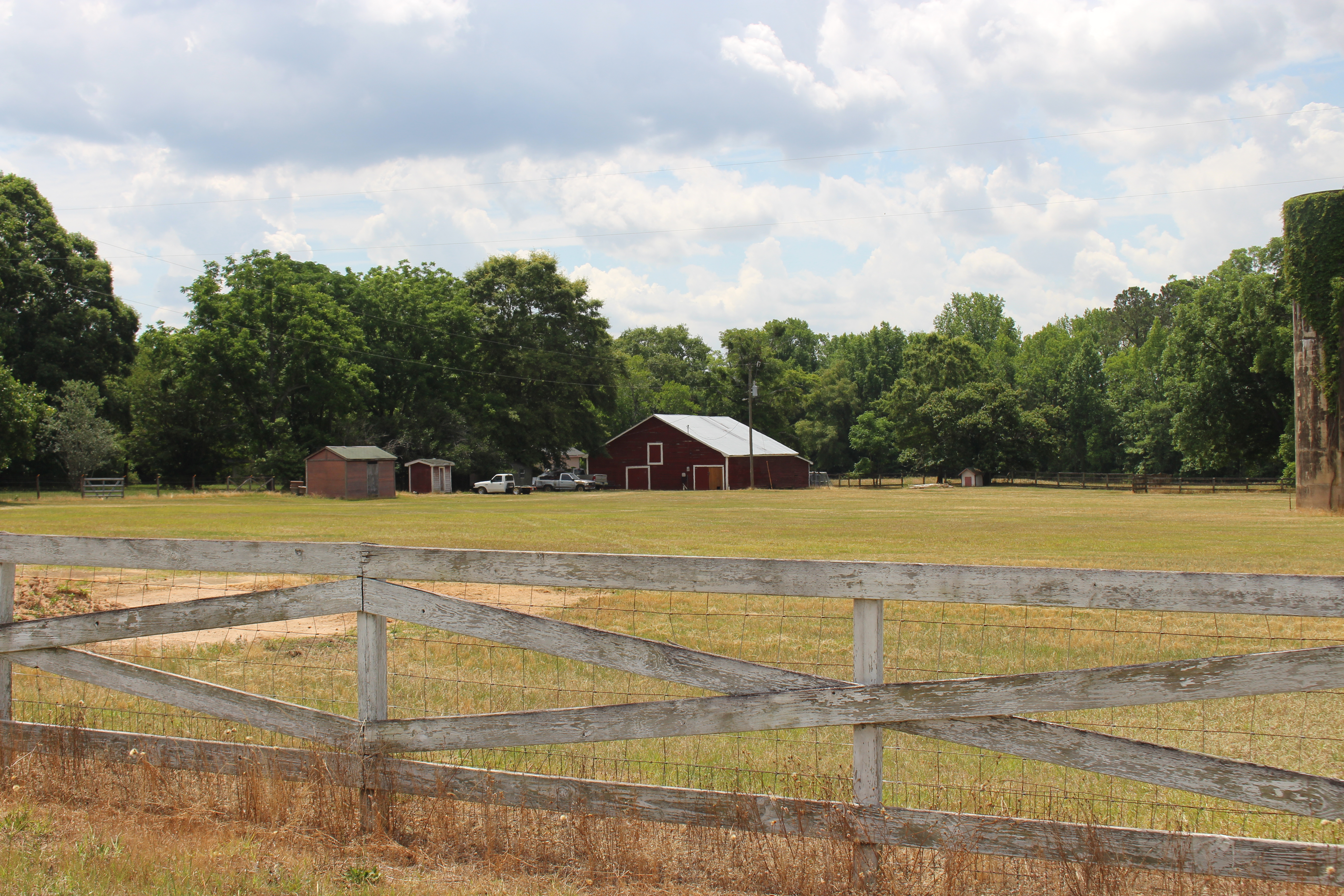
Farma hodowlana w hrabstwie Houston

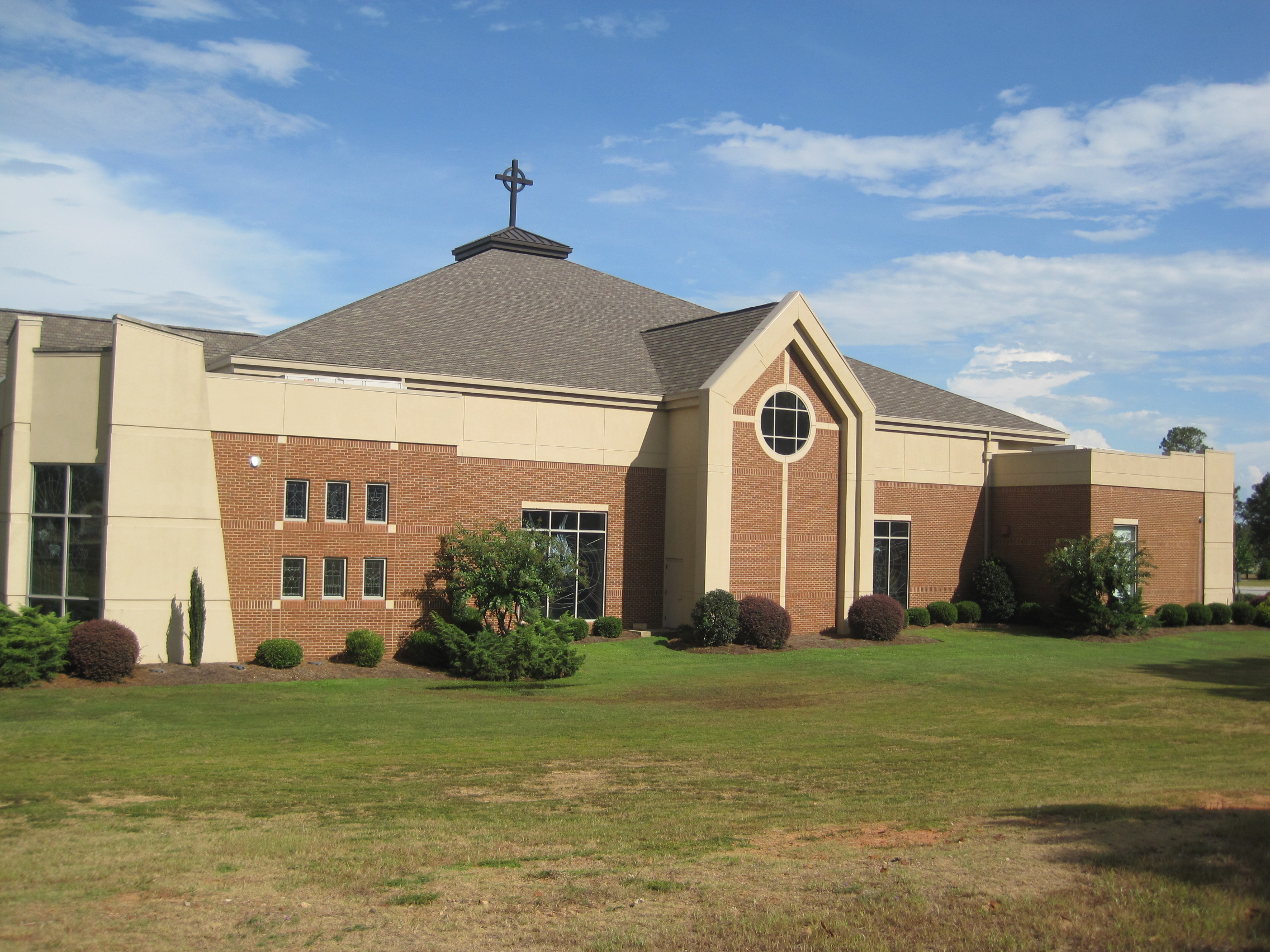
Kościół katolicki w Warner Robins

## Geografia
Według spisu z 2010 roku obszar całkowity hrabstwa obejmuje powierzchnię 379,83 mil2 (984 km²), z czego 376,75 mil2 (976 km²) stanowią lądy, a 3,08 mil2 (8 km²) stanowią wody. 

### Miejscowości
- Henderson (CDP)
- Perry
- Warner Robins

### Główne drogi
- Autostrada międzystanowa nr 75
- Droga krajowa Stanów Zjednoczonych nr 41
- Droga krajowa Stanów Zjednoczonych nr 129
- Droga krajowa Stanów Zjednoczonych nr 341

### Sąsiednie hrabstwa
- Hrabstwo Bibb - północ
- Hrabstwo Peach - zachód
- Hrabstwo Twiggs - wschód
- Hrabstwo Bleckley - południowy wschód
- Hrabstwo Pulaski - południe, południowy wschód
- Hrabstwo Dooly - południe
- Hrabstwo Macon - południowy zachód
- Hrabstwo Crawford - północny zachód

## Demografia
Według spisu z 2020 roku liczy 163,6 tys. mieszkańców, co oznacza wzrost o 17% w porównaniu z poprzednim spisem z roku 2010. Według danych pięcioletnich z 2021 roku 58,3% to biali (52,8% nie licząc Latynosów), 34,4% czarnoskórzy lub Afroamerykanie, 3,4% miało rasę mieszaną, 3,3% Azjaci, 0,4% to rdzenna ludność Ameryki i 0,2% pochodziło z wysp Pacyfiku. Latynosi stanowili 7% populacji hrabstwa.
Poza osobami pochodzenia afroamerykańskiego, do największych grup należały osoby pochodzenia   „amerykańskiego” (13,1%), angielskiego (8%), niemieckiego (7,6%), irlandzkiego (6,8%), meksykańskiego (2,8%), włoskiego (2,5%) i szkockiego lub szkocko–irlandzkiego (2,2%).

## Religia
W 2020 roku do największych grup pod względem członkostwa należały: Południowa Konwencja Baptystów (33,9 tys.), Kościół katolicki (8,4 tys. – 5,1%), bezdenominacyjne zbory ewangelikalne (8,2 tys.), Kościoły zielonoświątkowe (ok. 5 tys.) i Zjednoczony Kościół Metodystyczny (4,4 tys.). Największe niechrześcijańskie grupy obejmowały: hinduistów (1,7 tys.), mormonów (1,6 tys.) i świadków Jehowy (1,5 tys.). 

## Polityka
W wyborach prezydenckich w 2020 roku, 55,5% głosów otrzymał Donald Trump i 43,1% przypadło dla Joe Bidena. 